# بيل كامبل (لاعب كرة قاعدة)
بيل كامبل (بالإنجليزية: Bill Campbell) هو لاعب كرة قاعدة أمريكي، ولد في 9 أغسطس 1948 في هايلاند بارك في الولايات المتحدة.

## وصلات خارجية
- بيل كامبل على موقع دوري كرة القاعدة الرئيسي (الإنجليزية)
- بيل كامبل على موقعبيزبول رفرنس.كوم (الدوري الرئيسي) (الإنجليزية)
- بيل كامبل على موقعبيزبول رفرنس.كوم (الدوري الثانوي) (الإنجليزية)
- بيل كامبل على موقع إي إس بي إن.كوم (أم.أل.بي) (الإنجليزية)
- بيل كامبل على موقع مشجعي الرسوم البيانية (الإنجليزية)
- بيل كامبل على موقع الموسوعة البريطانية (الإنجليزية)